# EA Sports FC
EA Sports FC, hay tên gọi trước đây là FIFA , là một loạt các trò chơi điện tử bóng đá được EA Sports (thuộc Electronic Arts) phát triển và phát hành mỗi năm. Tính tới năm 2011, dòng trò chơi FIFA đã được chuyển ngữ sang 18 ngôn ngữ và có mặt ở 51 quốc gia. FIFA được Sách Kỷ lục Guinness công nhận là loạt trò chơi điện tử thể thao bán chạy nhất hành tinh, với 325 triệu bản tính tới năm 2021. Vào ngày 10 tháng 5 năm 2022, EA và FIFA công bố rằng hai bên sẽ ngừng hợp tác sau 30 năm kể từ ngày 12 tháng 7 năm 2023; loạt trò chơi này sẽ được mang tên mới là EA Sports FC. FIFA dự định sẽ tìm một đối tác mới để sản xuất ra một trò chơi mới mang thương hiệu FIFA.
Kể từ cuối thập niên 1980 các nhà phát triển game đã cho ra mắt các trò chơi điện tử bóng đá như Tehkan World Cup, Sensible Soccer, Kick Off và Match Day. Các trò chơi này có chỗ đứng khá vững chắc trên thị trường game khi EA Sports công bố họ sẽ bổ sung một trò chơi bóng đá mang nhãn hiệu EA Sports. Loạt trò chơi mới này mở đầu với FIFA International Soccer trên nền tảng Sega Mega Drive vào cuối năm 1993. Đây là trò chơi đầu tiên được FIFA cấp phép chính thức. Ngoài loạt game FIFA chính, EA cũng phát hành nhiều trò chơi dựa trên các giải đấu bóng đá lớn như FIFA World Cup, UEFA Champions League, UEFA Europa League và UEFA Euro, cùng một loạt game quản lý bóng đá. Kể từ thập niên 1990 thì đối thủ chính của FIFA là loạt Pro Evolution Soccer (PES) của Konami (nay là eFootball).
FIFA 12 giữ kỷ lục là "trò chơi thể thao bán ra nhanh nhất" với hơn 3,2 triệu bản (giá trị 186 triệu đô) trong tuần đầu tiên phát hành. Phiên bản mới nhất của dòng game này là FC 24, ra mắt vào ngày 29 tháng 9 năm 2023.

## Các phiên bản FIFA

### Thập niên 1990

#### FIFA International Soccer
- Khẩu hiệu: "FIFA International Soccer has it all... experience sheer brilliance" (Tạm dịch: "FIFA International Soccer có tất cả... hãy trải nghiệm sự tuyệt hảo")
- Cầu thủ bìa game: David Platt và Piotr Świerczewski (Packie Bonner và Ruud Gullit ở một số phiên bản khác)
- Định dạng: PC, DOS, Amiga, Sega CD (với tên "FIFA International Soccer Championship Edition"), 3DO, SNES, Mega Drive/Genesis, Master System, Sega Game Gear, Game Boy
- Ngày phát hành: 15/7/1993

Được biết tới với tên EA Soccer trong quá trình phát triển và sau thường được gọi là FIFA '94, game đầu tiên trong series được phát hành trong các tuần gần cuối năm 1993. Tựa game được quảng bá rộng rãi này góc nhìn khác với các game 16-bit khi giới thiệu góc nhìn isometric so với góc nhìn thẳng góc từ trên cao (Kick Off), góc nhìn cạnh (European Club Soccer), hay góc nhìn toàn cảnh từ trên cao (Sensible Soccer). Game chỉ bao gồm các đội tuyển quốc gia, và không dùng tên thật của cầu thủ. Một lỗi trong game cho phép cầu thủ ghi bàn bằng cách đứng trước mặt thủ môn khi thủ môn chuẩn bị phát bóng để bóng bật vào cầu thủ tấn công vào lưới. Game giữ vị trí số một trên các bảng xếp hạng ở Anh Quốc, thế chỗ của Street Fighter II Special Champion Edition, và tại vị trong tròn 6 tháng. Mega đặt game ở vị trí 11 trong danh sách Top 50 Game Mega Drive mọi thời đại. Phiên bản Sega Mega CD được phát hành với tên "FIFA International Soccer Championship Edition" bao gồm nhiều đặc tính sẽ có mặt trong tựa FIFA tiếp theo, và là phiên bản hoàn thiện hơn so với bản gốc. Phiên bản này xếp thứ 7 trong danh sách Top 10 game Mega CD mọi thời đại. Phiên bản trên hệ console 3DO sử dụng camera giả 3D và là phiên bản tiên tiến nhất. Game ra đời để chào đón vòng chung kết Giải bóng đá vô địch thế giới 1994 tại Mỹ - đặc biệt đáng chú ý với phiên bản SNES bao gồm ba đội tuyển lọt vào VCK World Cup: Bolivia, Ả Rập Saudi và Hàn Quốc, dù có ít lựa chọn đội bóng hơn bản chạy trên Genesis. Game được đặt tên là "International Soccer" để EA có thể tiêu thụ game thuận lợi hơn tại châu Âu, sau khi cho rằng người Mỹ sẽ không có hứng thú với nó.

#### FIFA Soccer 95
- Khẩu hiệu: "The best console football can get"
- Cầu thủ bìa game: Erik Thorstvedt (Alexi Lalas ở một số phiên bản)
- Nền tảng: Mega Drive/Genesis
- Ngày phát hành: 8/7/1994

Ngoài việc dử dụng cùng engine với FIFA International Soccer với một vài sửa đổi nhỏ, FIFA 95 giới thiệu các câu lạc bộ tại 8 giải: Brasil, Bundesliga của Đức, Serie A của Ý, La Liga của Tây Ban Nha, Premier League của Anh, 1re division của Pháp, Eredivisie của Hà Lan và giải của Hoa Kỳ. Hầu hết danh sách cầu thủ các đội lấy từ mùa 1993-94, và vẫn có các cầu thủ tưởng tượng, nhiều trong số này lấy từ game trước. Giải của Hoa Kỳ bao gồm các đội từ A-League, giải hạng nhì Mỹ vào thời điểm đó. Các phiên bản sau sẽ có các giải hạng nhất "tự tạo" cho tới phiên bản năm 2000 khi Major League Soccer được đưa vào lần đầu tiên. Thêm vào đó giải Brasil chỉ gồm các đội từ São Paulo và Rio de Janeiro, với ngoại lệ Internacional từ Porto Alegre. Mãi tới FIFA 07 Campeonato Brasileiro mới được đưa vào. Game loại bỏ cách chuyền một chạm có trong FIFA International Soccer. Đây cũng là game duy nhất trong series chính chỉ phát hành cho một platform duy nhất (nếu tính cả các game phụ thì có FIFA 64 và một vài phiên bản của FIFA Manager).

#### FIFA Soccer 96
- Khẩu hiệu: "Next Generation Soccer"
- Cầu thủ bìa game: Frank de Boer và Jason McAteer (Phiên bản châu Âu)
- Nền tảng: DOS/Windows, PlayStation, Sega Saturn, Sega 32X, SNES, Mega Drive/Genesis, Sega Game Gear, Game Boy
- Ngày phát hành: 1/7/1995

Đây là tựa FIFA đầu tiên sử dụng đồ họa 3D thời gian thực đối với các nền tảng Sega Saturn, PlayStation và PC, sử dụng công nghệ "Virtual Stadium" (Sân vận động ảo). Đây cũng là tựa đầu tiên trong series để tên và vị trí giống đời thực với các chức năng chỉnh chỉ số, chuyển nhượng và đội bóng. Tuy nhiên, các câu lạc bộ của Brasil vẫn gồm tên cầu thủ không có thực, một số đội còn có tên của các cầu thủ đã nghỉ hưu lâu năm (chỉ tới FIFA 99 điều này mới được sửa chữa), còn giải của Mỹ bao gồm toàn các đội bóng và cầu thủ không có thực (Major League Soccer mới chỉ bắt đầu vài tháng trước khi game ra mắt và chỉ có mặt từ FIFA 2000). Các bản chạy nền SNES và Mega Drive sử dụng phiên bản update từ FIFA 95 với các đội bóng và đồ họa mới. Cùng với 8 giải đấu ở game trước thì giờ đây có thêm ba giải: Scottish Premier League, Allsvenskan và Super League Malaysia. Đây là bản FIFA đầu tiên có một phần giới thiệu game hoàn chỉnh.

#### FIFA 97
- Khẩu hiệu: "Emotion Captured"
- Cầu thủ bìa game: David Ginola (Châu Âu); Bebeto (Thế giới)
- Nền tảng: DOS/Windows, PlayStation, Sega Saturn, Mega Drive/Genesis, SNES, Game Boy
- Ngày phát hành: 24/6/1996

Thay đổi lớn nhất là sự có mặt của chế độ indoor soccer 6 người và các cầu thủ có góc cạnh, với chuyển động mẫu do David Ginola thực hiện. Game bao gồm nhiều giải đấu từ Anh, Tây Ban Nha, Pháp, Ý, Hà Lan, Đức và Malaysia. Bình luận thực hiện bởi John Motson và Andy Gray, với Des Lynam giới thiệu các trận đấu.

#### FIFA: Road to World Cup 98
- Khẩu hiệu: "Your only goal - qualify"
- Cầu thủ bìa game: Roy Lassiter (Hoa Kỳ); David Beckham (Anh Quốc); Paolo Maldini (Ý); David Ginola (Pháp); Andreas Möller (Đức); Raúl González (Tây Ban Nha)
- Bài hát chủ đề: "Song 2" của Blur
- Nền tảng: Microsoft Windows, PlayStation, Nintendo 64, Sega Saturn, SNES, Mega Drive/Genesis, Game Boy
- Ngày phát hành: 17/6/1997

Trò chơi này đánh dấu sự đi lên của series với engine đồ họa cải tiến, các mục chỉnh sửa cầu thủ và đội bóng, 16 sân vận động, AI tốt hơn, chế độ "Road to World Cup" với tất cả các đội tuyển quốc gia thuộc FIFA, và một soundtrack được cấp phép với những cái tên nổi tiếng. Game cung cấp đội hình chuẩn của các đội tại vòng loại World Cup. Một tính năng mới là điều chỉnh độ nghiêm khắc của trọng tài, giúp một vài pha phạm lỗi được bỏ qua hoặc không bị phạt thẻ. Thêm vào đó là lần đầu tiên luật việt vị được áp dụng hợp lý. Ở các game trước, một cầu thủ vẫn bị bắt lỗi khi đồng đội chuyền ngược về. FIFA 98 cũng là tựa game FIFA đầu tiên có bài hát chủ đề, "Song 2" của Blur. Đây cũng là game cuối cùng phát hành trên hệ máy console 16-bit.

#### FIFA 99
- Khẩu hiệu: "All the Clubs, Leagues and Cups"
- Cầu thủ bìa game: Dennis Bergkamp (Quốc tế), Kasey Keller (Hoa Kỳ), Fabien Barthez (Pháp), Nakata Hidetoshi (Nhật); Olaf Thon (Đức); Rui Costa (Bồ Đào Nha); Christian Vieri (Ý); Ahn Jung-Hwan (Hàn Quốc); Fernando Morientes (Tây Ban Nha);
- Bài hát chủ đề: "The Rockafeller Skank (Remix)" của Fatboy Slim
- Nền tảng: Microsoft Windows, PlayStation, Nintendo 64
- Ngày phát hành: 10/6/1998

Cùng với việc chế độ bóng đá trong nhà không còn xuất hiện, độ lưu động và khả năng phản ứng của gameplay được gia tăng. Sự gia tăng số website dành riêng cho game và lượng lớn các giải đấu (giải của Malaysia bị loại, thay thế là Giải hạng nhất Bỉ và Primeira Liga của Bồ Đào Nha). Về mặt đồ họa, đây là bước tiến lớn so với FIFA '98 với những cử động khuôn mặt cơ bản, chiều cao khác nhau của cầu thủ cũng như các chi tiết bên ngoài như trang phục và huy hiệu, mặc dù chúng chưa được cấp phép. Người chơi có thể tạo ra giải đấu cúp và giải vô địch theo ý thích với bất kỳ đội bóng nào trong trò chơi.
Đây là cũng là game đầu tiên bao gồm cả các đội không thuộc các giải có sẵn trong trò chơi (khi đó các đội này được phân loại vào nhóm "Rest of Europe" bởi tất cả các đội đều thuộc châu Âu, chủ yếu là các đội thuộc mùa giải 1998-99 của Cúp UEFA hoặc Champions League).

### Thập niên 2000

#### FIFA 2000
- Bài hát chủ đề: "It's Only Us" của Robbie Williams
- Cầu thủ bìa game: Sol Campbell (Anh Quốc); Vincenzo Montella (Ý); Pep Guardiola (Tây Ban Nha); Emmanuel Petit (Pháp); Jaap Stam (Hà Lan); Vassilios Tsiartas (Hy Lạp); Mehmet Scholl (Đức); Simão Sabrosa (Bồ Đào Nha); Eddie Pope (Hoa Kỳ); Par Zetterberg (Thụy Điển); Kim Byung-Ji (Hàn Quốc);
- Nền tảng: Microsoft Windows, PlayStation, Game Boy Color
- Ngày phát hành: 26/10/1999

Bản FIFA này bao gồm 40 đội "cổ điển", giúp người chơi có cơ hội thi đấu cùng các cựu cầu thủ. Nó đánh dấu sự khởi đầu của Major League Soccer thay cho giải vô địch Mỹ tưởng tượng trước đây, cũng như các giải Đan Mạch, Hy Lạp, Israel, Na Uy và Thổ Nhĩ Kỳ (tuy nhiên Galatasaray S.K. không có trong game). Game có sự hiện diện của 40 đội tuyển quốc gia, các mùa giải được tích hợp đầy đủ, các lựa chọn tình huống cố định, va chạm vật lý được tăng cường, cử động khuôn mặt, khả năng che chắn mới cùng việc xoạc bóng quyết liệt hơn.
Sau khi nhận nhiều ý kiến trái chiều do đồ họa còn non nớt và gameplay hời hợt, một engine mới toanh được tích hợp nhằm tạo ra nhiều "cảm xúc" hơn cho các cầu thủ. Game nhìn chung được xem là kém xa đối thủ cạnh tranh. Video giới thiệu của FIFA 2000 chiếu cầu thủ Sol Campbell thể hiện các cử động mẫu của trò chơi, và cầu thủ ảo đại diện cho anh thi đấu với đội bóng từ năm 1904 - năm FIFA ra đời. Một phiên bản beta của FIFA 2000 chạy trên Nintendo 64 tồn tại dù game không ra mắt chính thức trên hệ máy này.

#### FIFA 2001
- Bài hát chủ đề: "Bodyrock" của Moby
- Cầu thủ bìa game: Edgar Davids (Hà Lan); Paul Scholes (Anh Quốc); Gheorghe Hagi; Ben Olsen (Hoa Kỳ); Sá Pinto (Bồ Đào Nha); Gaizka Mendieta (Tây Ban Nha); Filippo Inzaghi (Ý); Lothar Matthäus (Đức); Thierry Henry (Pháp); Leonardo (Brasil); Shimon Gershon (Israel); Ko Jong-Su (Hàn Quốc)
- Nền tảng: Microsoft Windows, PlayStation 2, PlayStation
- Ngày phát hành: 8/11/2000

FIFA 2001 có engine đồ họa mới cho phép mỗi đội có trang phục chi tiết, và một số cầu thủ có khuôn mặt riêng. Lần đầu tiên huy hiệu chính thức của các câu lạc bộ xuất hiện, dù một số giải như của Hà Lan chưa được cấp phép. Giải Bundesliga của Áo cũng lần đầu xuất hiện, cũng với sự vắng bóng của Primeira Liga của Bồ Đào Nha và Süper Lig của Thổ Nhĩ Kỳ. Đây là tựa game đầu tiên của series có sự xuất hiện của thanh lực sút (từng xuất hiện trong phiên bản Super NES của game đầu tiên, nhưng không có trong các hệ máy game khác). FIFA 2001 là bản đầu tiên (cho PC) có thể chơi online, một bước tiến đột phá, và là game đầu tiên chơi trên hệ PlayStation 2.

#### FIFA Football 2002
- Bài hát chủ đề: "19-2000 (Soulchild Remix)" của Gorillaz
- Cầu thủ bìa game: Nakata Hidetoshi (Nhật); Thierry Henry (Pháp); Zlatan Ibrahimović (Thụy Điển); Nuno Gomes (Bồ Đào Nha); Francesco Totti (Ý); Ruud van Nistelrooy (Hà Lan); İlhan Mansız (Thổ Nhĩ Kỳ); Gerald Asamoah (Đức); Lampros Choutos (Hy Lạp); Hong Myung-Bo (Hàn Quốc); Sibusiso Zuma (Nam Phi); Nawaf Al-Temyat (Ả Rập Saudi); Tomasz Radzinski (Hoa Kỳ); Roberto Carlos (Brasil); Iker Casillas (Tây Ban Nha);
- Nền tảng: Microsoft Windows, PlayStation 2, GameCube, PlayStation
- Ngày phát hành: 1/11/2001

Trong FIFA Football 2002, thanh lực chuyền được giới thiệu, và khả năng rê dắt bóng được giảm thiểu nhằm tăng độ khó. Huy hiệu của các câu lạc bộ châu Âu lớn trong đó có các câu lạc bộ Hà Lan như PSV, Ajax và Feyenoord cũng được thêm vào dù giải của Hà Lan không có mặt (các câu lạc bộ này ở mục "Rest of World"). Giải của Thụy Sĩ cũng lần đầu ra mắt, thế cỗ của giải Hy Lạp. Ngoài ra còn có một game phụ dành cho các đội được đặc cách dự World Cup 2002 (Pháp, Nhật Bản và Hàn Quốc), nơi người chơi cố gắng nâng thứ hạng trên BXH FIFA của các đội bóng này bằng các trận giao hữu. Đối với các đội tuyển khác, người chơi sẽ tham dự vòng loại ở các khu vực tương ứng (ngoại trừ châu Úc và châu Phi vì không đầy đủ các đội).
FIFA Football 2002 là game cuối cùng của series có sự góp mặt của đội tuyển Nhật do JFA bán bản quyền của đội cho riêng Konami từ năm 2002, do đó không chỉ riêng FIFA, mà tất cả các trò chơi bóng đá trên thị trường (ngoại trừ series World Cup của EA Sports), không thể sử dụng đội hình và các thông tin của các cầu thủ (mặc dù vậy các cầu thủ Nhật thi đấu ở nước ngoài vẫn hiện diện như thường).

#### FIFA Football 2003
- Khẩu hiệu: "Be the Twelfth Man"
- Cầu thủ bìa game: Roberto Carlos, Ryan Giggs và Edgar Davids (tại Hoa Kỳ, Roberto Carlos thay bởi Landon Donovan)
- Bài hát chủ đề: "To Get Down (Fatboy Slim Remix)" của Timo Maas
- Nền tảng: Microsoft Windows, PlayStation 2, Xbox, GameCube, PlayStation, Game Boy Advance, Điện thoại di động
- Ngày phát hành: 25/10/2002

#### FIFA Football 2004
- Khẩu hiệu: "Create brilliance"
- Cầu thủ bìa game: Thierry Henry, Alessandro Del Piero và Ronaldinho
- Bài hát chủ đề: "Red Morning Light" của Kings of Leon
- Nền tảng: Microsoft Windows, PlayStation 2, Xbox, GameCube, PlayStation, Game Boy Advance, Nokia N-Gage, Điện thoại di động
- Ngày phát hành: 18/10/2003

#### FIFA Football 2005
- Khẩu hiệu: "A great player needs a great first touch"
- Cầu thủ bìa game: Patrick Vieira, Fernando Morientes và Andriy Shevchenko (ở Bắc Mỹ, Oswaldo Sánchez thay cho Patrick Vieira)
- Nền tảng: Microsoft Windows, PlayStation 2, Xbox, GameCube, PlayStation, PlayStation Portable (chỉ có ở Mỹ), Game Boy Advance, N-Gage, Gizmondo, Điện thoại di động
- Ngày phát hành: 11/10/2004

#### FIFA 06
- Khẩu hiệu: "You Play, They Obey"
- Cầu thủ bìa game: Wayne Rooney và Ronaldinho (ở Bắc Mỹ, Omar Bravo và Freddy Adu thay cho Rooney)
- Bài hát chủ đề: "Helicopter" của Bloc Party
- Nền tảng: Xbox 360 (Road to FIFA World Cup), Microsoft Windows, PlayStation 2, Xbox, GameCube, PlayStation Portable, Nintendo DS, Game Boy Advance, J2ME
- Ngày phát hành: 4/10/2005

#### FIFA 07
- Khẩu hiệu: "This is the Season"
- Cầu thủ bìa game: Wayne Rooney và Ronaldinho
- Bài hát chủ đề: "Can't Get Enough (Mekon Remix)" của The Infadels
- Nền tảng: Microsoft Windows, Xbox 360, PlayStation 2, Xbox, GameCube, PlayStation Portable, Nintendo DS, Game Boy Advance, J2ME
- Ngày phát hành: 27/9/2006

#### FIFA 08
- Khẩu hiệu: "Can you FIFA 08?", "Got what it takes?"
- Cầu thủ bìa game: Wayne Rooney và Ronaldinho
- Bài hát chủ đề: "Sketches (20 Something Life)" của La Rocca
- Nền tảng: Microsoft Windows, Xbox 360, PlayStation 3, Wii, PlayStation 2, PlayStation Portable, Nintendo DS, J2ME
- Ngày phát hành: 20/9/2007

#### FIFA 09
- Khẩu hiệu: "Let's FIFA 09"
- Cầu thủ bìa game: Wayne Rooney và Ronaldinho
- Bài hát chủ đề: "Let U Know" của Plastilina Mosh
- Nền tảng: Microsoft Windows, PlayStation 3, Xbox 360, Wii, PlayStation 2, PlayStation Portable, Nintendo DS, J2ME
- Ngày phát hành: 3/10/2008

### Thập niên 2010

#### FIFA 10
- Khẩu hiệu: "Let's FIFA 10", "How big can football get?"
- Cầu thủ bìa game: Theo Walcott, Frank Lampard và Wayne Rooney (Tim Cahill và Rooney trên bìa bản tại Úc; Andreas Ivanschitz và Rooney trên bìa bản tại Áo)
- Bài hát chủ đề: "Nothing to Worry About" của Peter Bjorn and John
- Nền tảng: Microsoft Windows, Xbox 360, PlayStation 3, Wii, PlayStation 2, PlayStation Portable, Nintendo DS, iOS, Android, J2ME
- Ngày phát hành: 2/10/2009 (Châu Âu), 20/10/2009 (Hoa Kỳ)

#### FIFA 11
- Khẩu hiệu: "We are 11"
- Cầu thủ bìa game: Kaká và Wayne Rooney
- Nền tảng: Microsoft Windows, Xbox 360, PlayStation 3, Wii, PlayStation 2, PlayStation Portable, Nintendo DS, iOS, BlackBerry OS, J2ME
- Ngày phát hành: 28/9/2010 (Hoa Kỳ), 1/10/2010 (Châu Âu)

#### FIFA 12
- Khẩu hiệu: "Love Football, Play Football"
- Cầu thủ bìa game: Wayne Rooney và Jack Wilshere (Anh Quốc và Ireland), Landon Donovan và Rafael Márquez (Bắc Mỹ)
- Bài hát chủ đề: "Kids" của Sleigh Bells
- Nền tảng: Microsoft Windows, OS X, PlayStation 3, Xbox 360, Wii, PlayStation 2, PlayStation Vita, Nintendo 3DS, PlayStation Portable, iOS, J2ME
- Ngày phát hành: 27/9/2011 (Hoa Kỳ), 30/9/2011 (Châu Âu)

#### FIFA 13
- Khẩu hiệu: "JOIN THE CLUB" (chữ "B" cách điệu giống số "13")
- Cầu thủ bìa game: Lionel Messi (Joe Hart và Alex Oxlade-Chamberlain cũng xuất hiện ở một số phiên bản)
- Bài hát chủ đề: "Club Foot" của Kasabian
- Nền tảng: Microsoft Windows, Wii U, PlayStation 3, Xbox 360, Wii, PlayStation 2, PlayStation Vita, Nintendo 3DS, PlayStation Portable, iOS, Windows Phone, Android, J2ME
- Ngày phát hành: 25/9/2012 (Hoa Kỳ), 27/9/2012 (Úc), 28/9/2012 (Châu Âu)[14]

#### FIFA 14
- Khẩu hiệu: "We are FIFA 14"[15]
- Cầu thủ bìa game: Lionel Messi[16] (Argentina), Javier Hernández (Bắc Mỹ),[17] Stephan El Shaarawy (Ý), Arturo Vidal và Radamel Falcao (Argentina, Chile, Panama, Venezuela), Gareth Bale (Anh Quốc, Cộng hòa Ireland), Michal Kadlec (Cộng hòa Séc), Robert Lewandowski (Ba Lan), Balázs Dzsudzsák (Hungary), Xherdan Shaqiri (Thụy Sĩ), David Alaba (Áo), Tim Cahill (Úc), Yoshida Maya và Hasebe Makoto (Nhật), Mustafa Al-Bassas (Trung Đông)
- Nền tảng: Microsoft Windows, PlayStation 4,[18] Xbox One, PlayStation 3, Xbox 360, Wii, PlayStation 2, PlayStation Vita, Nintendo 3DS, PlayStation Portable, iOS, Windows Phone, Android, J2ME.[19][20]
- Ngày phát hành: 24/9/2013 (Hoa Kỳ), 26/9/2013 (Châu Âu)

#### FIFA 15
- Khẩu hiệu: "Feel the Game"[21]
- Cầu thủ bìa game: Lionel Messi (Quốc tế), Eden Hazard (Anh Quốc, Cộng hòa Ireland, Pháp, Bỉ, Hà Lan), Gonzalo Higuaín (Ý), Clint Dempsey (Hoa Kỳ), Tim Cahill (Úc), Robert Lewandowski (Ba Lan), David Alaba (Áo), Xherdan Shaqiri (Thụy Sĩ), Javier Hernández (México), Arturo Vidal (Nam Mỹ), Michal Kadlec (Cộng hòa Séc), Arda Turan (Thổ Nhĩ Kỳ), Atsuto Uchida (Nhật), Yahya Al-Shehri (Bán đảo Ả Rập).
- Nền tảng: Microsoft Windows, PlayStation 3, PlayStation 4, PlayStation Vita, Nintendo 3DS, Wii, iOS, Android, Xbox 360, Xbox One
- Ngày phát hành: 23/9/2014 (Hoa Kỳ), 25/9/2014 (Châu Âu), 26/9/2014 (Anh Quốc)

#### FIFA 16
- Khẩu hiệu: "Play Beautiful"
- Cầu thủ bìa game: Lionel Messi (Quốc tế, châu Á (Ấn Độ)), Jordan Henderson (Anh Quốc), Kagawa Shinji (Nhật), David Alaba (Áo), Oscar (Brasil), Antoine Griezmann (Pháp), Yann Sommer (Thụy Sĩ), Juan Cuadrado (Mỹ Latinh), Marco Fabián (Mexico), Steph Catley & Tim Cahill (Úc), Alex Morgan (Hoa Kỳ), Christine Sinclair (Canada), Mauro Icardi (Ý), Arkadiusz Milik (Ba Lan)
- Nền tảng: Microsoft Windows, PlayStation 3, PlayStation 4, Xbox 360, Xbox One, iOS, Android
- Ngày phát hành: 22/9/2015 (Bắc Mỹ), 24/9/2015 (Châu Âu), 8/10/2015 (Nhật Bản và Brasil)

#### FIFA 17
FIFA 17 sử dụng engine Frostbite cũng như cho ra mắt chế độ chơi "The Journey". J.League lần đầu xuất hiện trong game.
- Khẩu hiệu: "Own Every Moment"
- Cầu thủ bìa game: Marco Reus (Thế giới, bầu chọn của công chúng)
- Nền tảng: Microsoft Windows, PlayStation 3, PlayStation 4, Xbox 360, Xbox One
- Ngày phát hành: 27/9/2016 (Bắc Mỹ), 29/9/2016 (toàn cầu)

#### FIFA 18
FIFA 18 sử dụng engine Frostbite 3 và đã mắt phiên bản cho World Cup 2018.
Khẩu hiệu: "The World's Game"
Cầu thủ bìa game: Cristiano Ronaldo, Ronaldo de Lima (bản Icon Edition)
Nền tảng: Microsoft Windows, PlayStation 4, Xbox 360, Xbox One
Ngày phát hành: 29/9/2017 (Toàn cầu)

#### FIFA 19
FIFA 19 sử dụng engine Frostbite 3.
Cầu thủ bìa game: Neymar Jr, Kevin De Bryne, Paulo Dybala
Nền tảng: Microsoft Windows, PlayStation 4, Nintendo Switch, Xbox 360, Xbox One
Ngày phát hành: 28/9/2018 (Toàn cầu)

### Thập niên 2020

#### FIFA 20
Cầu thủ bìa game: Virgil van Dijk, Eden Hazard, Jadon Sancho, Vinícius Júnior, Zinédine Zidane (bản Icon Edition)
Nền tảng: Microsoft Windows, PlayStation 4, Nintendo Switch, Xbox One
Ngày phát hành: 24/9/2019 (Toàn cầu)

#### FIFA 21
Cầu thủ đĩa game: Kylian Mbappé
Nền tảng: Microsoft Windows, PlayStation 4, PlayStation 5, Nintendo Switch, Xbox One, Xbox Series X và Series S
Ngày phát hành: 9/10/2020 (Toàn cầu)

#### FIFA 22
Cầu thủ đĩa game: Kylian Mbappé
Nền tảng: Microsoft Windows, PlayStation 4, PlayStation 5, Nintendo Switch, Xbox One, Xbox Series X và Series S
Ngày phát hành: 1/10/2021 (Toàn cầu)

#### FIFA 23
Cầu thủ đĩa game: Kylian Mbappé, Sam Kerr
Nền tảng: Microsoft Windows, PlayStation 4, PlayStation 5, Nintendo Switch, Xbox One, Xbox Series X và Series S
Ngày phát hành: 1/10/2022 (Toàn cầu)

## Các tựa game khác
- FIFA 64

Game FIFA đầu tiên trên Nintendo 64, ra mắt cuối 1997. Tương tự bản 32-bit của FIFA 97.
- FA Premier League Stars

Hai bản, năm 2000 và 2001, được xây dựng chủ yếu quanh Premier League.
- FIFA Soccer World Championship

Ra mắt tại riêng Nhật Bản năm 2000, bản độc quyền trên PlayStation 2 này là game FIFA đầu tiên trên hệ console thế hệ thứ 6.
- UEFA Champions League

Hai game được ra đời: UEFA Champions League 2004-2005 và UEFA Champions League 2006–2007.
- FIFA Total Football (FIFAトータルフットボール)

Ra mắt tại Nhật Bản tháng 3 năm 2004 trên PlayStation 2 và dựa trên FIFA 2004.
- FIFA Online 2

Được đồng sản xuất bởi EA và hãng Neowiz của Hàn Quốc và phát hành tại nhiều quốc gia. Vào tháng 7/2006 game đạt 180.000 người chơi trực tuyến cùng một lúc. Cuối năm 2008 phiên bản Đông Nam Á được công bố và được thương mại hóa vào ngày 23/7/2009.
- FIFA Online

FIFA Online là phiên bản phương Tây ra đời vào năm 2010 của FIFA Online 2.
- FIFA Online 3

Đồng sản xuất bởi EA và Nexon ra mắt ngày 18/12/2012 tại Hàn Quốc và 11/9/2013 tại Việt Nam.
- FIFA Online 4

Đồng sản xuất bởi EA và Nexon ra mắt ngày 17/5/2018 tại Hàn Quốc và 14/6/2018 tại Việt Nam.
- FIFA Superstars

Một game Facebook được phát triển cho EA Sports bởi Playfish, gần tương tự với mục "Ultimate Team" trên các game FIFA từ 2010.
- FIFA World

Một game MMO free-to-play dựa trên FIFA 14 với mục đích tạo trải nghiệm FIFA Ultimate Team cho những người chơi không có điều kiện mua game. Một bản open beta được ra mắt ngày 12/11/2013 tại Brasil và Nga, trước khi được ra mắt toàn cầu ngày 20/5/2014.
- FIFA Mobile

Tựa game được phát triển trên nền tảng di động ra mắt vào ngày 11 tháng 10 năm 2016.

### UEFA European Championship
- UEFA Euro 2000
- UEFA Euro 2004
- UEFA Euro 2008
- UEFA Euro 2012 (không phải game riêng mà là một phần mở rộng của FIFA 12)

### FIFA World Cup
- World Cup 98
- 2002 FIFA World Cup
- 2006 FIFA World Cup
- 2010 FIFA World Cup South Africa
- 2014 FIFA World Cup Brazil[29]
- 2014 FIFA World Cup Brazil World-class Soccer (Một game sưu tầm thẻ cho Android và iOS được phát hành tại Nhật Bản và Trung Quốc đại lục).[30][31]
- 2018 FIFA World Cup Russia (không phải game riêng mà là một bản cập nhật của FIFA 18).
- 2019 FIFA Women's World Cup France (không phải game riêng mà là một phần mở rộng của FIFA 19).
- 2022 FIFA World Cup Qatar (không phải game riêng mà là một bản cập nhật của FIFA 23).
- 2023 FIFA Women's World Cup Austraila & New Zealand (không phải game riêng mà là một phần mở rộng của FIFA 23).

### FIFA Street
- FIFA Street (2005)
- FIFA Street 2 (2006)
- FIFA Street 3 (2008)
- FIFA Street (2012)

### Game quản lý bóng đá
- FIFA Manager
  - FIFA Soccer Manager (1997)
  - The F.A. Premier League Football Manager 99
  - The F.A. Premier League Football Manager 2000
  - The F.A. Premier League Football Manager 2001
  - The F.A. Premier League Football Manager 2002
  - Total Club Manager 2003
  - Total Club Manager 2004
  - Total Club Manager 2005
  - FIFA Manager 06
  - FIFA Manager 07
  - FIFA Manager 08
  - FIFA Manager 09
  - FIFA Manager 10
  - FIFA Manager 11
  - FIFA Manager 12
  - FIFA Manager 13
  - FIFA Manager 14